# Liudgeri-Kirche (Holtgaste)

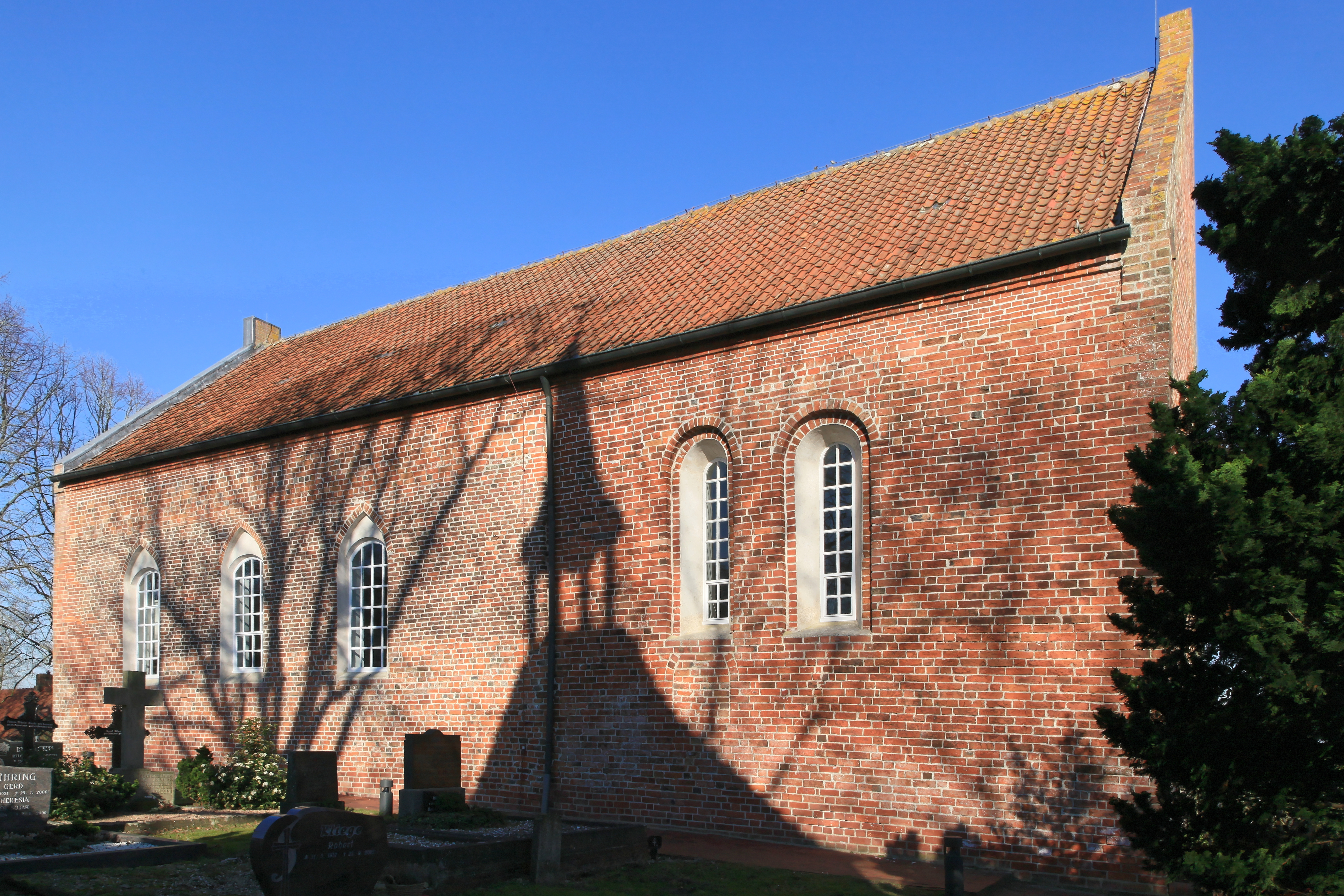
Liudgeri-Kirche von Süden

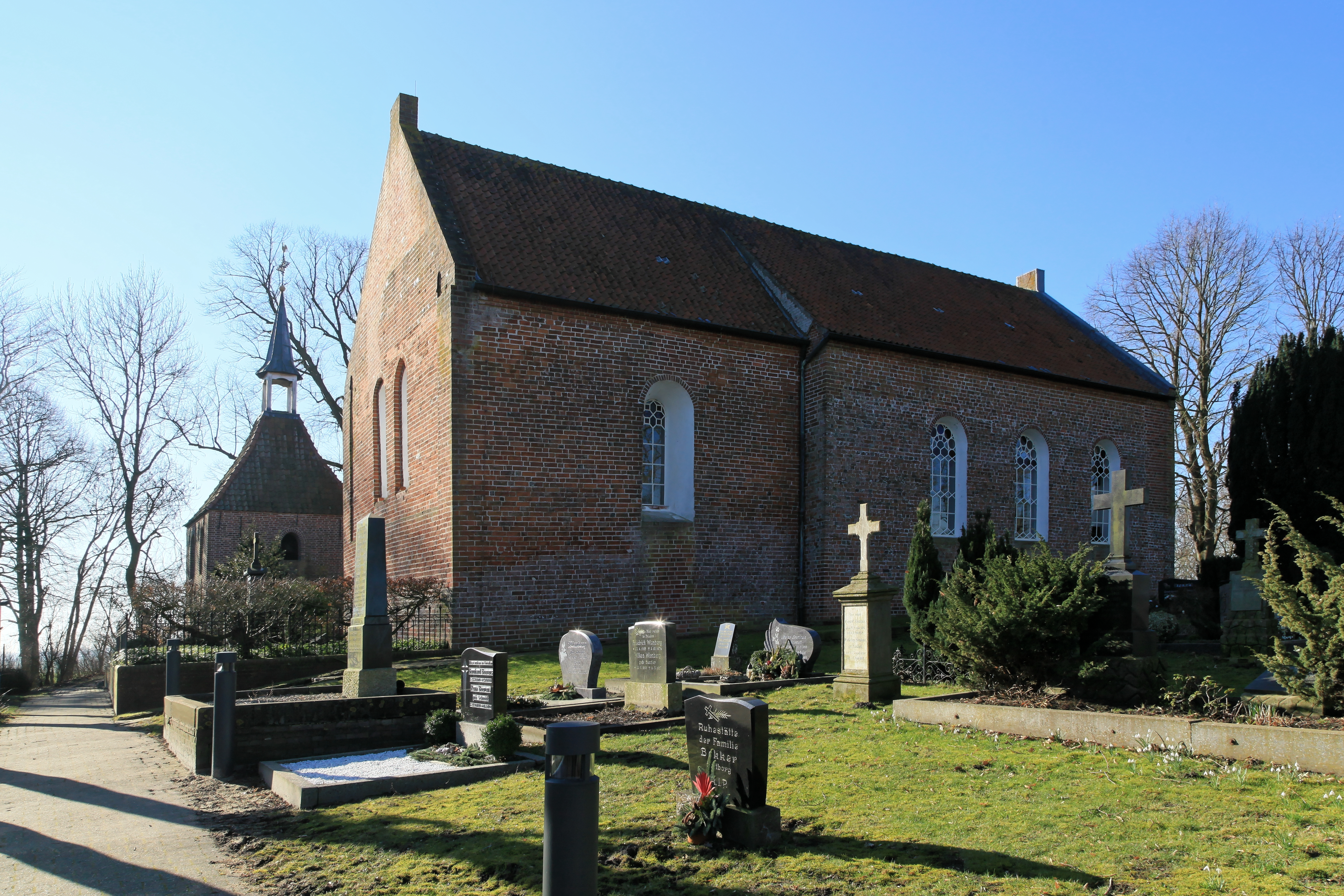
Ansicht von Norden mit Glockenturm

Die Liudgeri-Kirche in Holtgaste stammt aus dem 13. Jahrhundert und gilt als älteste Kirche des Rheiderlandes im südwestlichen Ostfriesland.

## Geschichte und Baubeschreibung

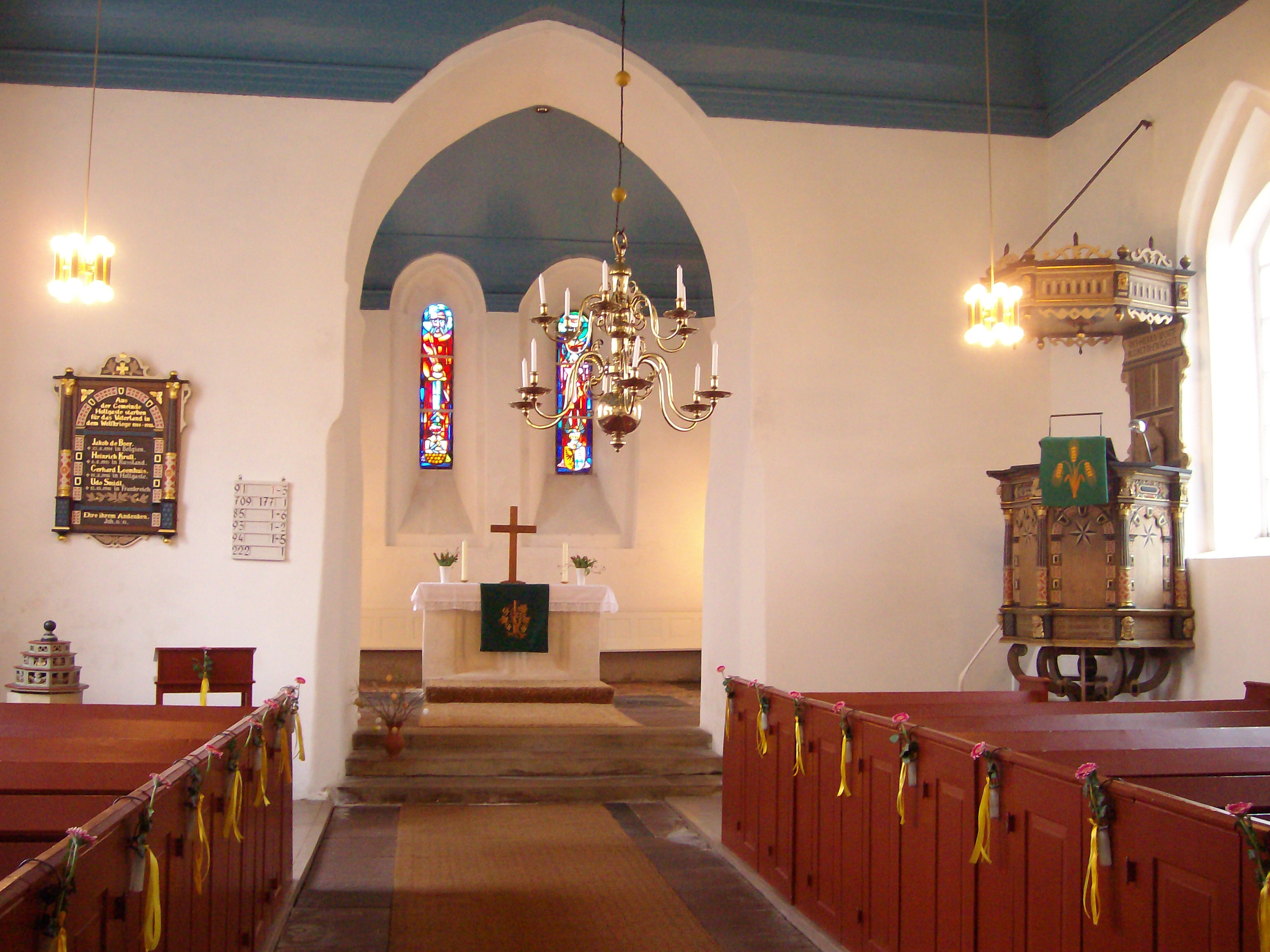
Innenraum mit Triumphbogen

Seit ihren Anfängen um 820 unterstand die Holtgaster Kirche dem Kloster Werden, das von Liudger gegründet wurde. Das Kloster besaß in Holtgaste Land und ließ durch seine Benediktiner-Mönche auf einer Warft eine Kirche aus Holz errichten und weihte sie Liudger. Eine Backsteinkirche löste in der ersten Hälfte des 13. Jahrhunderts die hölzerne Vorgängerkirche ab. Das romanische Gebäude verfügte ursprünglich über eine Apsis und zwei Seitenapsiden. Das Kloster verkaufte die Kirche 1282 an den Bischof Eberhard von Münster, der sie nach zwei Jahren an die Johanniterkommende in Jemgum weiterverkaufte. Um 1290 wurde die Apsis durch einen gewölbten Chor mit fast quadratischer Grundfläche ersetzt. Ein spitzbogiger Triumphbogen trennt den Chor vom Schiff. Diese Wand ist heute der älteste erhaltene Teil des Gebäudes.
Das Hagioskop, eine sogenannte Lepraspalte, an der Südseite ist heute zugemauert. In vorreformatorischer Zeit gehörte die Kirche dann zur Propstei Hatzum im Bistum Münster. Im Chorraum und dem vorgelagerten Bereich sind sieben Grabstellen für Erbbegräbnisse bedeutender Familien eingerichtet. Überliefert wird, dass die Vitalienbrüder die Kirche als Stützpunkt nutzten, da damals noch über einen kleinen Seitenarm ein Wasserweg zur Ems bestand.
Da nach der Reformationszeit 1534 Graf Enno II. aus dem Hause Cirksena die Johanniterkommende als Kirchenpatronat rechtmäßig erhielt, wurde die Holtgaster Kirche gegen den Widerstand der reformierten Kirchenmitglieder lutherisch. Nachdem das Kirchenschiff im Dreißigjährigen Krieg stark gelitten hatte, wurde es 1644 abgetragen und beim Wiederaufbau um sechs Meter verkürzt.
1855 fand ein Umbau der Kirche statt, bei dem ein westlicher Eingang geschaffen und statt des Nordeingangs drei Fenster eingebaut wurden. Zuvor hatte die Kirche in der Nordwand nur ein Fenster gehabt, in der Südwand zwei. Im Chor wurde das Gewölbe entfernt und im Schiff die Holzdecke eingezogen.
Das Äußere der Kirche wurde 1990/1991 saniert. In den Jahren 2001 bis 2003 erfolgte eine umfassende Sanierung des Kircheninneren.
Wie in Ostfriesland vielfach üblich, steht der Glockenturm separat. Der massive Turm südöstlich der Kirche wurde 1711 auf den mittelalterlichen Fundamenten wiederaufgebaut, wobei man im unteren Bereich teils alte Klostersteine verwendete. Dem Pyramidendach ist ein kleiner Dachreiter aufgesetzt. Die ältere Glocke weist keine Beschriftung auf, wird jedoch um 1280–1300 datiert, was als Hinweis auf die erste Steinkirche gewertet wird. Die jüngere Glocke wurde 1379 angefertigt und der Heiligen Katharina von Alexandrien geweiht, wie die Beschriftung verrät. Sie sind die ältesten Glocken im Rheiderland und gehören zu den ältesten in Ostfriesland. Glockenturm und Glocken wurden 2007 aufwändig saniert.
Die lutherische Holtgaster Kirchengemeinde teilt sich heute mit Bingum eine Pfarrstelle.

## Ausstattung

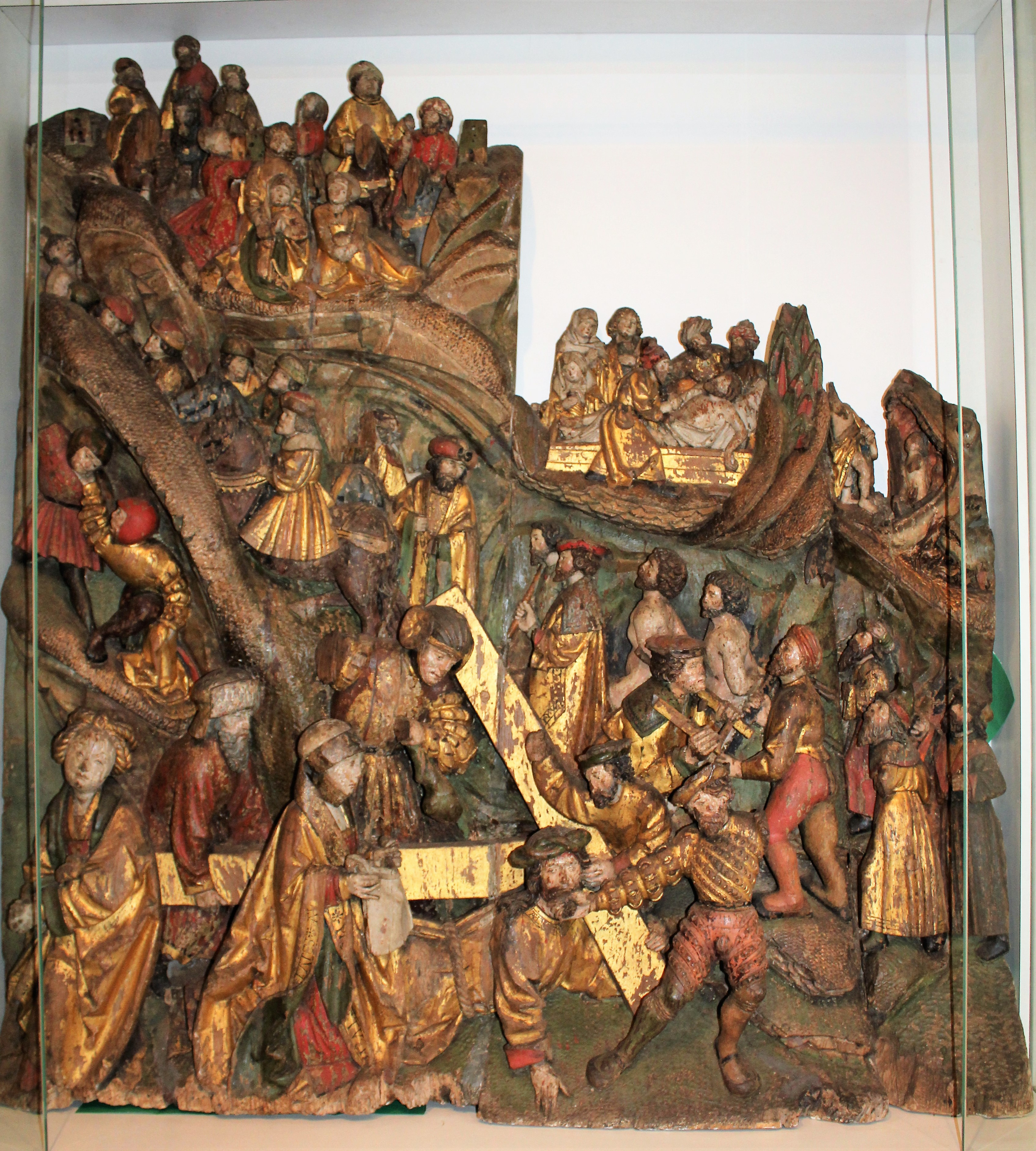
Altarfragment im Heimatmuseum Rheiderland

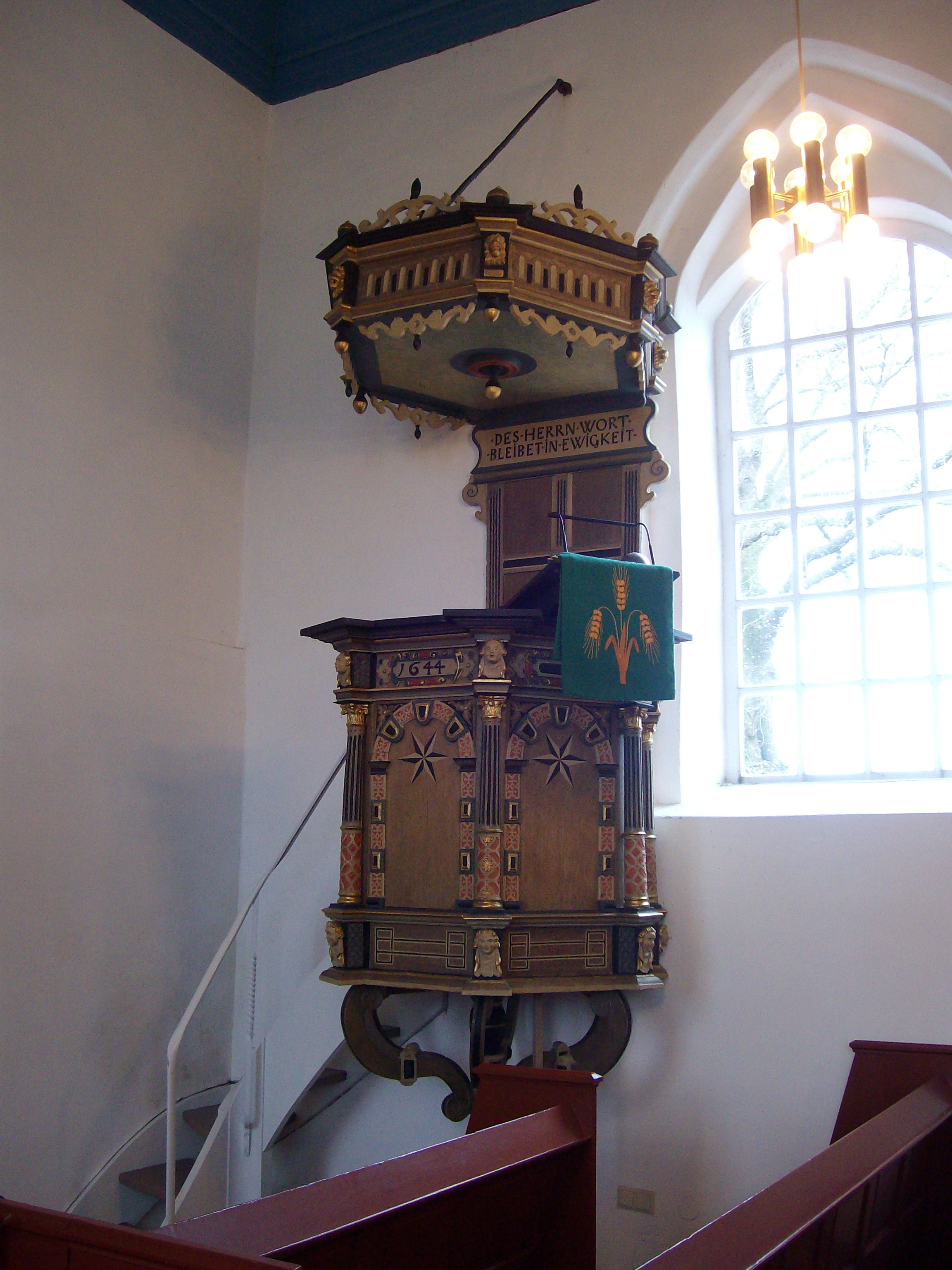
Mahler-Kanzel

Im Zuge der Umbauten im Jahr 1644 wurde auch eine neue Kanzel mit Schalldeckel von Meister Tönnies Mahler eingebaut, die mit reichen Holzschnitzereien und Intarsien versehen ist. Wahrscheinlich hat er auch das ursprüngliche gotische Weihwasserbecken durch den dreistufigen hölzernen Schnitzaufsatz in ein Taufbecken umgestaltet.
Die verbliebenen Altarretabel-Reste des wertvollen alten Schnitzaltars mit Szenen aus der Passionsgeschichte, der um 1520 angefertigt wurde und sich offensichtlich an Albrecht Dürer orientierte, sind heute im Heimatmuseum in Weener zu besichtigen.
Ein Kronleuchter aus Messing wurden im Jahr 1737 gestiftet. Zu den Vasa Sacra gehören ein Silberkelch und eine Abendmahlsschale, die 1766 als Ersatz für das von den Truppen des Freicorps Conflans gestohlene Abendmahlsgerät beschafft wurden. Das Kastengestühl stammt aus dem 19. Jahrhundert. Die beiden gestifteten Bleiglas-Chorfenster wurden 1929 gestaltet.

## Orgel

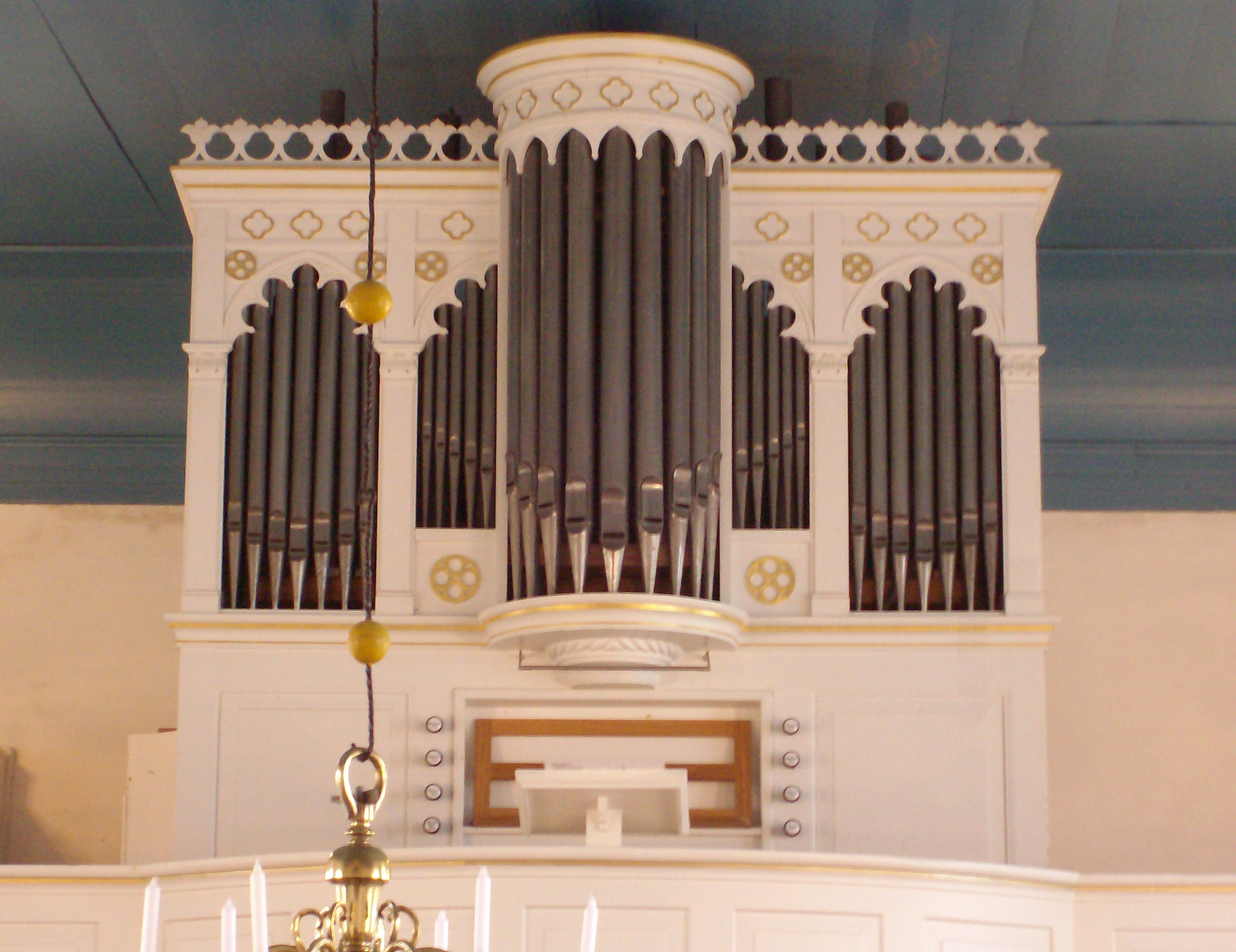
Rohlfs-Orgel von 1865

Die kleine einmanualige Orgel wurde 1864/1865 von Gebr. Rohlfs erbaut und verfügt über sieben Register und ein angehängtes Pedal. Sie ist original und in gutem Zustand erhalten. 1990/1991 erfolgte durch die Krummhörner Orgelwerkstatt eine Renovierung. Die Disposition ist seit 1865 unverändert:
| Manual C–f2  |    |
| Principal    | 8′ |
| Oktave       | 4′ |
| Oktave       | 2′ |
| Gedackt      | 8′ |
| Salicional   | 8′ |
| Hohlflöte    | 4′ |
| Piccoloflöte | 2′ |

| Pedal C–  |
| angehängt |

- Traktur:
  - Tontraktur: Mechanisch
  - Registertraktur: Mechanisch
- Windversorgung:
  - Zwei Keilbälge
  - Winddruck: 65 mmWS
- Stimmung:
  - Höhe a1= 440 Hz
  - Gleichstufige Stimmung